# Nikola Đurđić
Nikola Đurđić (ur. 1 kwietnia 1986 w Pirocie) – piłkarz serbski grający na pozycji napastnika. Od 2018 jest zawodnikiem klubu Hammarby IF.

## Kariera klubowa
Swoją karierę piłkarską Đurđić rozpoczął w klubie Radnički Pirot. W 2004 roku awansował do kadry pierwszego zespołu i wtedy też zadebiutował w nim. W 2006 roku odszedł do FK Voždovac, z którym w sezonie 2006/2007 spadł z Super Ligi do Prvej Ligi. W Voždovacu grał do końca 2008 roku.
W 2009 roku Đurđić przeszedł do FK Haugesund. Zadebiutował w nim 5 kwietnia 2009 w zremisowanym 2:2 wyjazdowym meczu z Tromsdalen UIL. Na koniec 2009 roku awansował z Haugesundem z 1. divisjon do Tippeligaen.
W połowie 2012 roku Đurđić został wypożyczony do Helsingborga. W szwedzkiej ekstraklasie swój debiut zaliczył 25 sierpnia 2012 w przegranym 1:2 wyjazdowym meczu z Djurgårdens IF. W debiucie zdobył gola. W Helsingborgu spędził pół roku.
W styczniu 2013 roku Đurđić podpisał kontrakt z SpVgg Greuther Fürth, który zapłacił za niego sumę 1,3 miliona euro. W Fürth swój debiut zanotował 26 stycznia 2013 w przegranym 0:3 domowym meczu z 1. FSV Mainz 05. W sezonie 2012/2013 spadł z Fürth z do drugiej ligi.
W 2014 roku Đurđić przeszedł za 2 miliony euro do FC Augsburg. W 2015 został wypożyczony do Malmö FF, a w 2016 do Fortuny Düsseldorf. Latem 2016 przeszedł do Partizana Belgrad. W 2017 roku grał w Randers FC, a w 2018 trafił do Hammarby IF.
| Sezon   | Klub                 | Kraj                | Rozgrywki     | Mecze | Bramki |
| ------- | -------------------- | ------------------- | ------------- | ----- | ------ |
| 2004/05 | Radnički Pirot       | Serbia i Czarnogóra | Prva Liga     | ?     | ?      |
| 2005/06 | Radnički Pirot       | Serbia i Czarnogóra | Prva Liga     | ?     | ?      |
| 2006/07 | FK Voždovac          | Serbia              | Super Liga    | 30    | 10     |
| 2007/08 | FK Voždovac          | Serbia              | Prva Liga     | 27    | 4      |
| 2008/09 | FK Voždovac          | Serbia              | Prva Liga     | 7     | 1      |
| 2009    | FK Haugesund         | Norwegia            | 1. divisjon   | 25    | 10     |
| 2010    | FK Haugesund         | Norwegia            | Tippeligaen   | 27    | 12     |
| 2011    | FK Haugesund         | Norwegia            | Tippeligaen   | 27    | 12     |
| 2012    | FK Haugesund         | Norwegia            | Tippeligaen   | 18    | 12     |
| 2012    | Helsingborgs IF      | Szwecja             | Allsvenskan   | 11    | 10     |
| 2012/13 | SpVgg Greuther Fürth | Niemcy              | Bundesliga    | 15    | 5      |
| 2013/14 | SpVgg Greuther Fürth | Niemcy              | 2. Bundesliga | 15    | 4      |
| 2014/15 | FC Augsburg          | Niemcy              | Bundesliga    | 16    | 1      |
| 2015    | Malmö FF             | Szwecja             | Allsvenskan   | 12    | 5      |
| 2015/16 | Fortuna Düsseldorf   | Niemcy              | 2. Bundesliga | 12    | 2      |
| 2016/17 | Partizan Belgrad     | Serbia              | Prva Liga     | 13    | 1      |
| 2016/17 | Randers FC           | Dania               | Superligaen   | 9     | 1      |
| 2017/18 | Randers FC           | Dania               | Superligaen   | 17    | 2      |
| 2018    | Hammarby IF          | Szwecja             | Allsvenskan   |       |        |

## Kariera reprezentacyjna
W reprezentacji Serbii Đurđić zadebiutował 6 lutego 2013 w wygranym 3:1 towarzyskim meczu z Cyprem, rozegranym w Nikozji.